# Metassamia nepalica
Metassamia nepalica – gatunek kosarza z podrzędu Laniatores i rodziny Assamiidae.